# Número de Eötvös
En mecánica de fluidos, el número de Eötvös ({\displaystyle \mathrm {Eo} }) es el número adimensional definido por el cociente entre las fuerzas gravitacionales y las fuerzas debidas a la tensión superficial. Conjuntamente con el número de Morton puede ser usado para caracterizar la forma de una esfera de fluido (burbuja de aire, gota de agua, etc).

## Etimología
El número de Eötvös ({\displaystyle \mathrm {Eo} }) es llamado así en honor del físico húngaro Loránd Eötvös (1848-1919). Es también conocido como número de Bond ({\displaystyle \mathrm {Bo} }), llamado así por el ingeniero y físico inglés Wilfrid Noel Bond (1897-1937).

## Simbología
| Símbolo                       | Nombre                                       | Unidad  |
| ----------------------------- | -------------------------------------------- | ------- |
| {\displaystyle \mathrm {Bo} } | Número de Bond                               |         |
| {\displaystyle \mathrm {De} } | Número de Deryagin                           |         |
| {\displaystyle \mathrm {Eo} } | Número de Eötvös                             |         |
| {\displaystyle \mathrm {Go} } | Número de Goucher                            |         |
| {\displaystyle g}             | Gravedad                                     | m / s2  |
| {\displaystyle m}             | Masa                                         | kg      |
| {\displaystyle V}             | Volumen                                      | m3      |
| {\displaystyle \rho }         | Densidad                                     | kg / m3 |
| {\displaystyle \Delta \rho }  | Diferencia de densidades entre las dos fases | kg / m3 |
| {\displaystyle \sigma }       | Tensión superficial                          | N / m   |
| {\displaystyle L}             | Longitud característica                      | m       |
| {\displaystyle d}             | Diámetro                                     | m       |
| {\displaystyle \lambda _{c}}  | Longitud capilar (Constante capilar)         | m       |

## Descripción
{\displaystyle \mathrm {Bo} ={\frac {\text{Fuerzas gravitacionales}}{\text{Fuerzas de tensión superficial}}}}
|               | 1                                                                                           | 2                                                                                           | 3                                                                                          |
| ------------- | ------------------------------------------------------------------------------------------- | ------------------------------------------------------------------------------------------- | ------------------------------------------------------------------------------------------ |
| Ecuaciones    | {\displaystyle \mathrm {Bo} ={\frac {m_{1}\ g-m_{2}\ g}{\sigma \ (d^{2}/L)}}}               | {\displaystyle m_{n}=\rho _{n}\ V}                                                          | {\displaystyle V=d^{2}L}                                                                   |
| Sustituyendo  | {\displaystyle \mathrm {Bo} ={\frac {(\rho _{1}V)\ g-(\rho _{2}V)\ g}{\sigma \ (d^{2}/L)}}} | {\displaystyle \mathrm {Bo} ={\frac {(\rho _{1}V)\ g-(\rho _{2}V)\ g}{\sigma \ (d^{2}/L)}}} |                                                                                            |
| Ordenando     | {\displaystyle \mathrm {Bo} ={\frac {(\rho _{1}-\rho _{2})V\ g}{\sigma \ (d^{2}/L)}}}       | {\displaystyle \mathrm {Bo} ={\frac {(\rho _{1}-\rho _{2})V\ g}{\sigma \ (d^{2}/L)}}}       |                                                                                            |
| Sustituyendo  | {\displaystyle \mathrm {Bo} ={\frac {(\rho _{1}-\rho _{2})d^{2}L\ g}{\sigma \ (d^{2}/L)}}}  | {\displaystyle \mathrm {Bo} ={\frac {(\rho _{1}-\rho _{2})d^{2}L\ g}{\sigma \ (d^{2}/L)}}}  | {\displaystyle \mathrm {Bo} ={\frac {(\rho _{1}-\rho _{2})d^{2}L\ g}{\sigma \ (d^{2}/L)}}} |
| Simplificando | {\displaystyle \mathrm {Bo} ={\frac {\Delta \rho \ g\ L^{2}}{\sigma }}}                     | {\displaystyle \mathrm {Bo} ={\frac {\Delta \rho \ g\ L^{2}}{\sigma }}}                     | {\displaystyle \mathrm {Bo} ={\frac {\Delta \rho \ g\ L^{2}}{\sigma }}}                    |

{\displaystyle \mathrm {Bo} ={\frac {\Delta \rho \ g\ L^{2}}{\sigma }}}
La Longitud característica, puede ser, por ejemplo, el radio de la gota de fluido o el diámetro del capilar.
|              | 1                                                                                                   | 2                                                                             |
| ------------ | --------------------------------------------------------------------------------------------------- | ----------------------------------------------------------------------------- |
| Ecuaciones   | {\displaystyle \mathrm {Bo} ={\frac {\Delta \rho \ g\ L^{2}}{\sigma }}}                             | {\displaystyle \lambda _{c}={\sqrt {\frac {\sigma }{\rho g}}}}                |
| Ordenando    | {\displaystyle \mathrm {Bo} ={\Bigl (}{\sqrt {\frac {\Delta \rho \ g}{\sigma }}}{\Bigr )}^{2}L^{2}} |                                                                               |
| Sustituyendo | {\displaystyle \mathrm {Bo} ={\Bigl (}{\frac {L}{\lambda _{c}}}{\Bigr )}^{2}}                       | {\displaystyle \mathrm {Bo} ={\Bigl (}{\frac {L}{\lambda _{c}}}{\Bigr )}^{2}} |

{\displaystyle \mathrm {Bo} ={\Bigl (}{\frac {L}{\lambda _{c}}}{\Bigr )}^{2}}
- Un valor alto del Número de Eötvös (Número de Bond) indica que el sistema no esta afectado por los efectos de tensión superficial.
- Un valor bajo (normalmente, menos de uno) indica que la tensión superficial domina.
- Números intermedios indican un balance no trivial entre los dos efectos. Debe ser derivado en un número de formas, tales como escalar la presión de una gota de líquido en una superficie sólida. Es usualmente importante, como quiera, encontrar la escala de longitud correcta específica para un problema haciendo un levantamiento de análisis escalar.

Otros números adimensionales similares son:
{\displaystyle \mathrm {Bo} =\mathrm {Eo} =2\mathrm {Go} ^{2}=2\mathrm {De} ^{2}}
Los números de Goucher y Deryagin son idénticos: El número de Goucher se utiliza en problemas de recubrimiento de cable y por ello utiliza un radio como escala de longitud típica, mientras el Número Deryagin se utiliza en problemas de espesor de película de placa y por ello utiliza un longitud Cartesiana.